# Чемпионат Ливии по шоссейному велоспорту
Чемпионат Ливии по шоссейному велоспорту — национальный чемпионат Ливии по шоссейному велоспорту, проводимый Федерацией велоспорта Ливии с 2007 года. За победу в дисциплинах присуждается майка в цветах национального флага (на илл.).

## Призёры

### Мужчины. Групповая гонка.
| Год  | Победитель         | Второй             | Третий                |
| ---- | ------------------ | ------------------ | --------------------- |
| 2007 | Фетхи Ахмед Атунси | Али Сегхдевирл     | Мохаммед Али Ахмед    |
| 2008 | Фетхи Ахмед Атунси | Али Сегхдевирл     | Мохаммед Али Ахмед    |
| 2009 | Амине Аль Килани   | Ахмед Бельгасем    | Ваиль Аль Гандуз      |
| 2010 | Фатхи Аль Тайеб    | Мохаммед Али Ахмед | Ахмед Бельгасем       |
| 2022 | Анас Аль Ятим      | Алаа Аль Казири    | Абдельсалам Абу Дахир |

### Мужчины. Индивидуальная гонка.
| Год  | Победитель         | Второй          | Третий                        |
| ---- | ------------------ | --------------- | ----------------------------- |
| 2007 | Фетхи Ахмед Атунси | Али Сегхдевирл  | Абдельнассер Аль Мехди Халифа |
| 2008 | Фетхи Ахмед Атунси | Али Сегхдевирл  | Абдельнассер Аль Мехди Халифа |
| 2009 | Фетхи Ахмед Атунси | Ахмед Бельгасем | Морад Аль Джабри              |